# Hokej na lodzie na Zimowych Igrzyskach Olimpijskich Młodzieży 2020 - turniej 3x3 chłopców
Hokej na lodzie na Zimowych Igrzyskach Olimpijskich Młodzieży 2020 - turniej 3x3 chłopców rozgrywany był od 10 do 15 stycznia 2020. Mecze odbywały się w hali Vaudoise Aréna.
Tytuł wywalczyła drużyna zielona, która w finale pokonała drużynę czerwoną 10:4.

## Drużyny
| Numer | Pozycja | Drużyna Czarna         | Drużyna Niebieska      | Drużyna Brązowa   | Drużyna Zielona      |
| ----- | ------- | ---------------------- | ---------------------- | ----------------- | -------------------- |
| 2     | P       | Junior Espósito        | Chen Chih-yuan         | Luka Banek        | Nicolas Elgas        |
| 3     | P       | Lukas Floriantschitz   | Jakub Trzebunia        | Sai Lake          | Artiom Proniczkin    |
| 4     | P       | Kerem Alsan            | Caleb Chapman          | Hugo Galvez       | Nathan Nicoud        |
| 5     | P       | Jarosław Łabutkin      | Ziya Efe Güçlü         | Elvis Hsu         | Wołodymyr Troszkin   |
| 6     | P       | Yu Jiacong             | Hong Seung-woo         | Axel Ruski-Jones  | Pablo González       |
| 7     | P       | Corné van Stuijvenberg | Daniel Assavolyuk      | Marlon D'Acunto   | Maks Perčič          |
| 8     | P       | Wataru Suzuki          | Joris Valčiukas        | Erik Potšinok     | Yam Yau              |
| 9     | P       | Adam Sýkora            | Riley Langille         | Evan Nauth        | Alessandro Segafredo |
| 10    | P       | Dominik Pavlata        | Cater Hamill           | Artur Seniut      |                      |
| 11    | P       | Linas Dėdinas          | Konrad Kudeviita       | Matyáš Šapovaliv  | Marek Potšinok       |
| 12    | P       | Danił Karpowicz        | Simone Terraneo        | Milán Ivády       | Patrik Dalen         |
| 20    | P       |                        |                        |                   | Ilja Korzun          |
| 30    | BR      | Kalle Varis            | Oliver Thestrup Hansen | Rastislav Eliáš   | Levente Hegedűs      |
| 31    | BR      | Matthias Rindone       | Issa Otsuka            | Sebastian Aarsund | Štěpán Maleček       |
| Numer | Pozycja | Drużyna Szara          | Drużyna Pomarańczowa   | Drużyna Czerwona  | Drużyna Żółta        |
| 2     | P       | Thawab Al-Subaey       | Matthew Hamnett        | Juho Lukkari      | Tibo Van Reeth       |
| 3     | P       | Alejandro Resendiz     | Jakub Michalski        | Denys Pasko       | Csongor Antal        |
| 4     | P       | Nowruz Bajchanow       | Diego Rodriguez        | Lin Wei-yu        | Yassin Soubra        |
| 5     | P       | Gosei Daikuhara        | Tomoyoshi Yuki         | Aleks Menc        | Tommaso Madaschi     |
| 6     | P       | Timofiej Katkow        | Nicolò Remolato        | Matija Dinić      | David Guilabert      |
| 7     | P       | Pablo Mata             | Jack Lewis             | Peter Repčík      | Ryan Kolgen          |
| 8     | P       | Sohn Hyun              | Kim Sang-yeob          | Mackenzie Stewart | Miha Beričič         |
| 9     | P       | Patrik Melicher        | Jonas Dobnig           | Dylan Wesseling   | Andriej Muraszko     |
| 10    | P       | Jan Billa              | Roman Kechter          | Tjaš Lesničar     | Oskar Bakkevig       |
| 11    | P       | Nino Tomow             | Márk Weidemann         | Sander Salvær     | Šimon Slavíček       |
| 12    | P       | Boldizsár Szalay       | Leni Michellod         | Jan Hornecker     | Daniel Valencia      |
| 30    | BR      | Lukas Svedin           | Iwan Nowożyłow         | Matthias Bittner  | Loris Uberti         |
| 31    | BR      | Aleksiej Bajdek        | Jan Szosztak           | Maël Halladj      | Lukas Heuberger      |

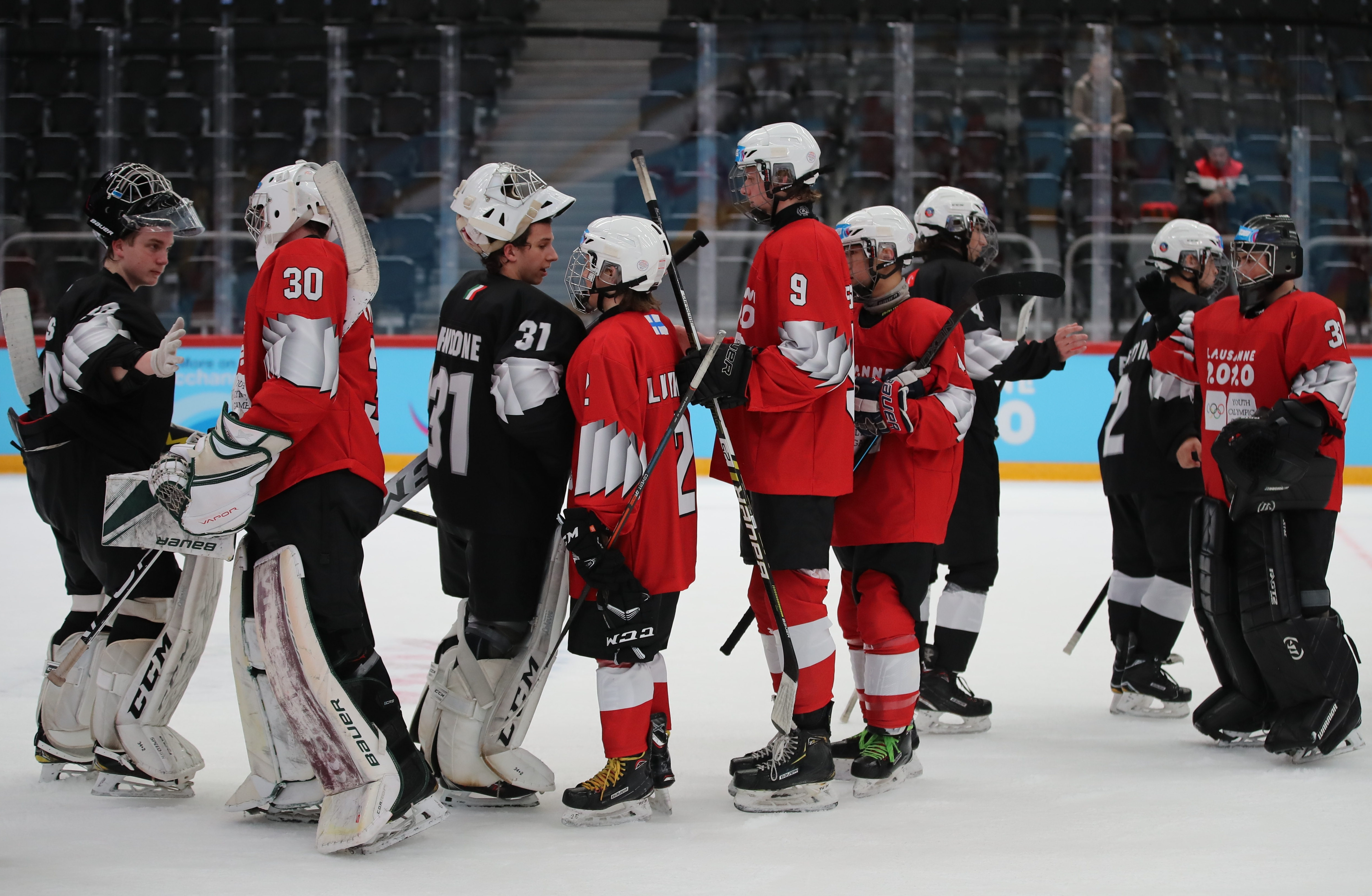
Drużyna Czarna, Drużyna Czerwona
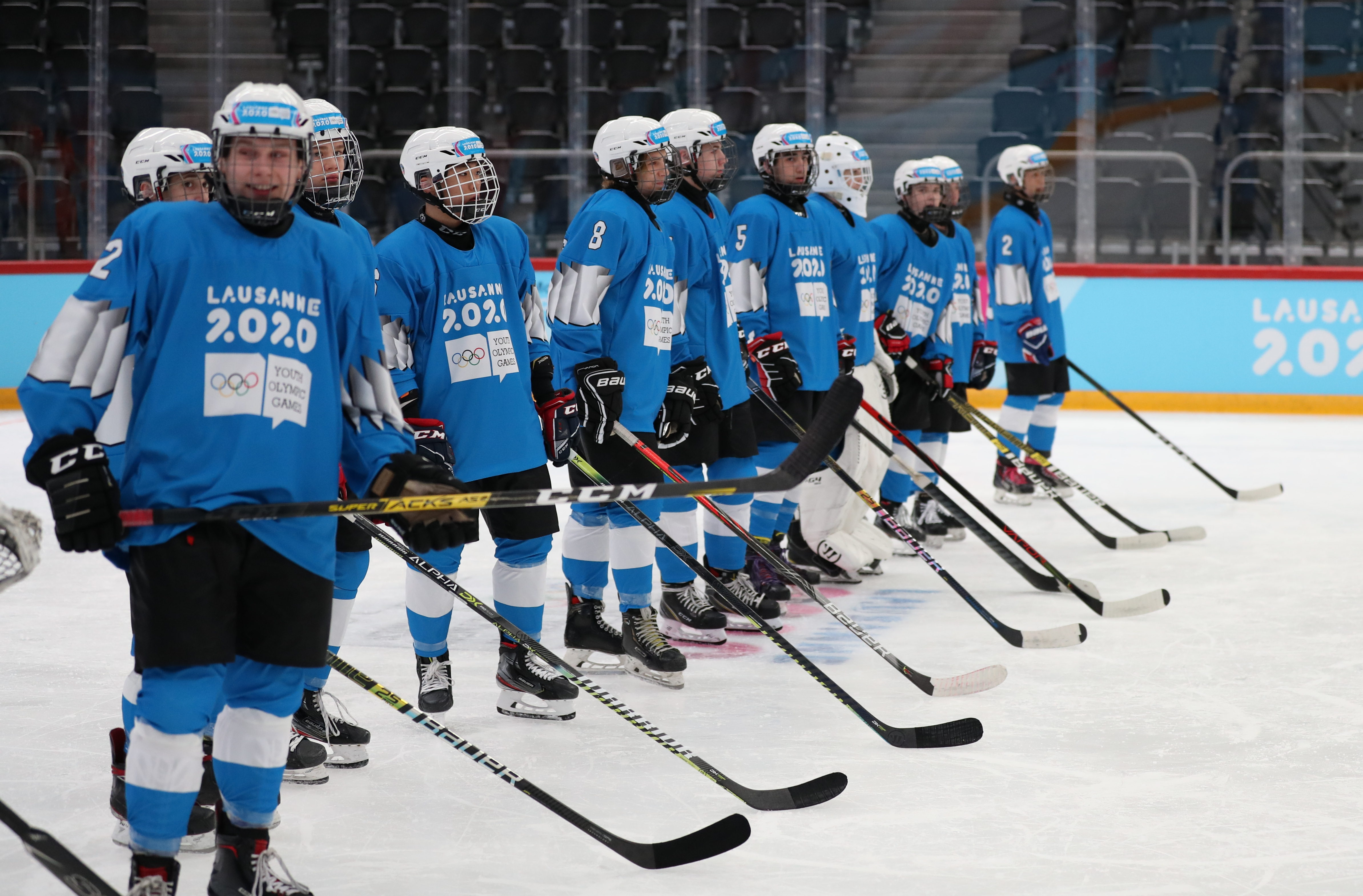
Drużyna Niebieska
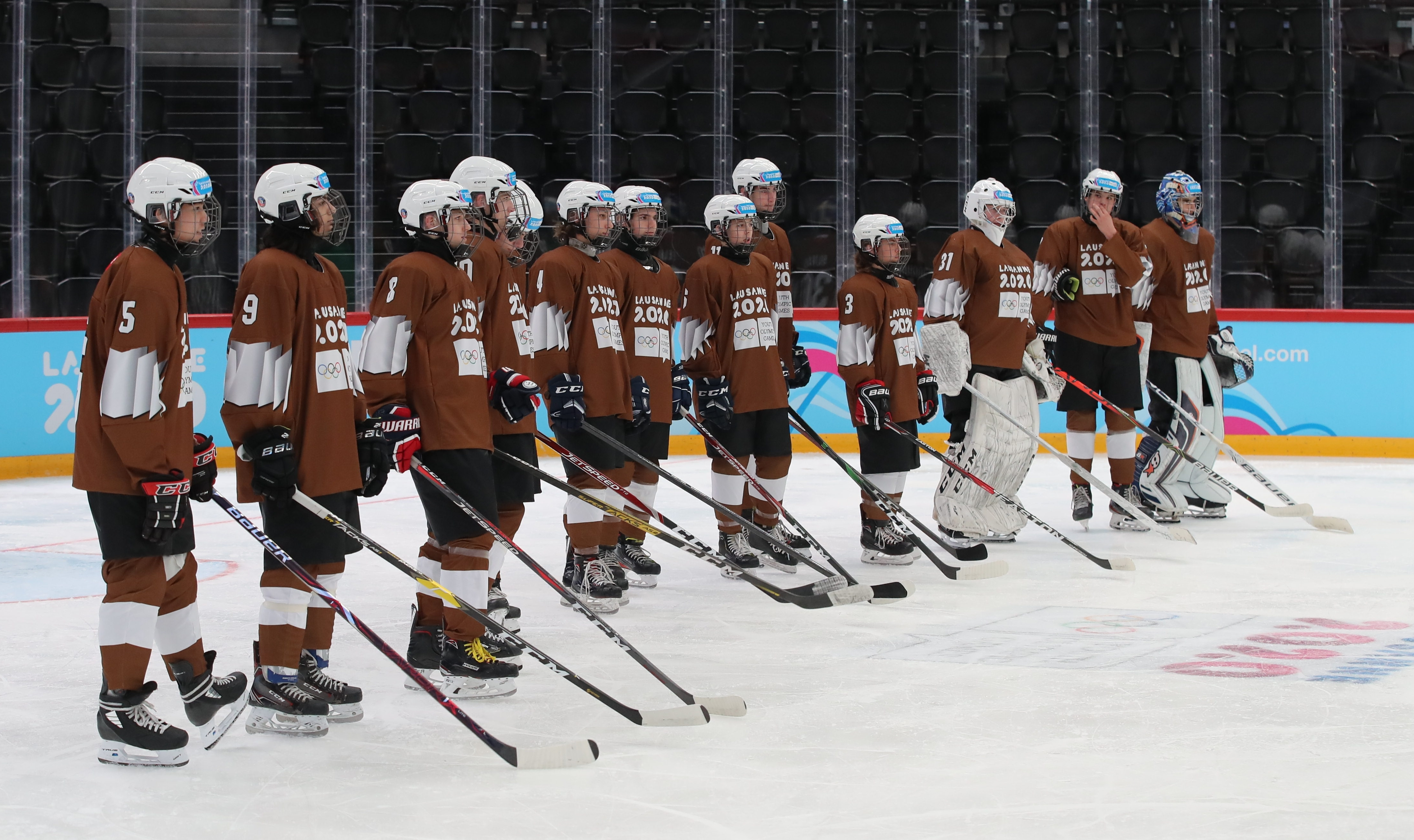
Drużyna Brązowa
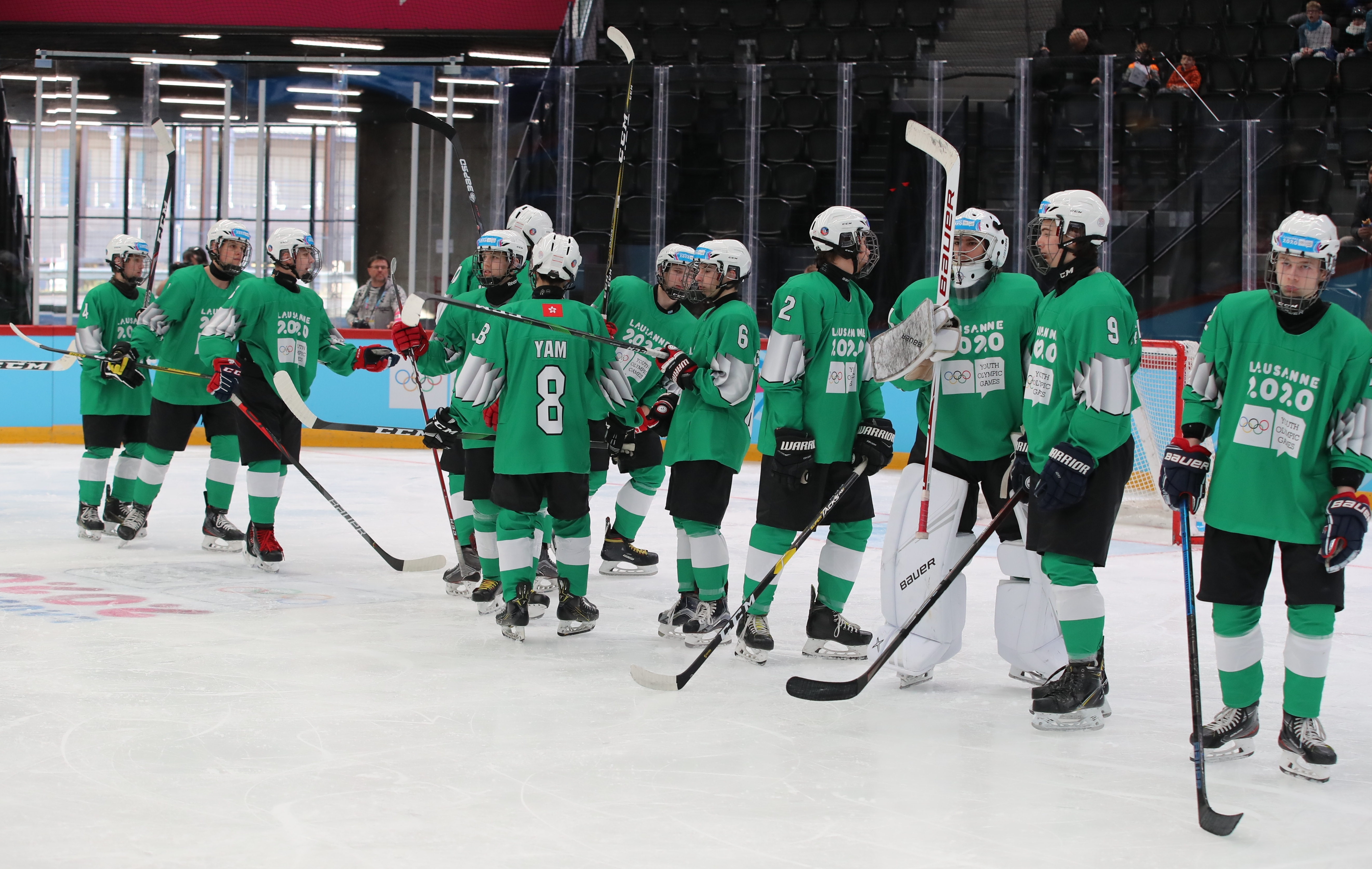
Drużyna Zielona
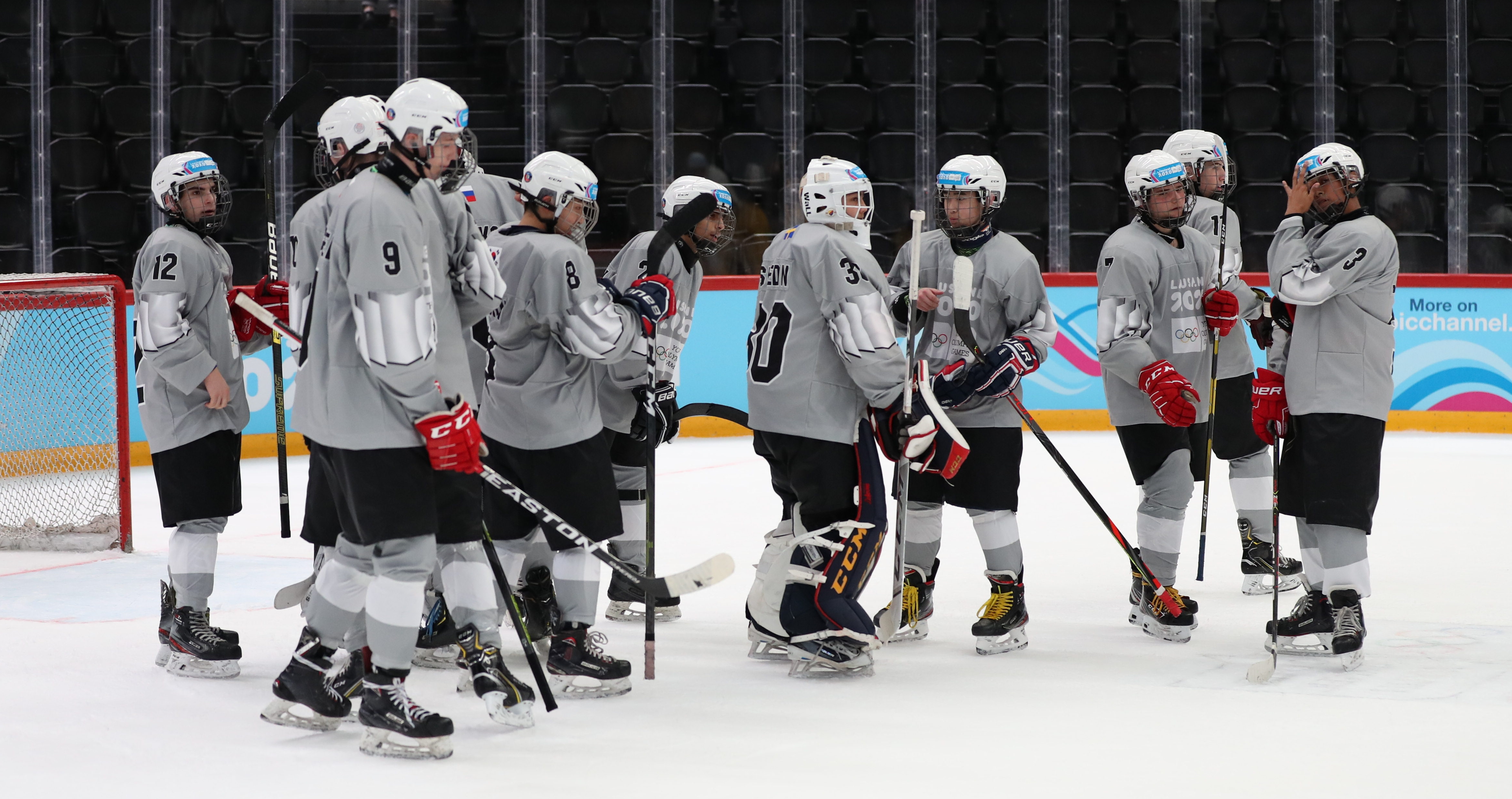
Drużyna Szara
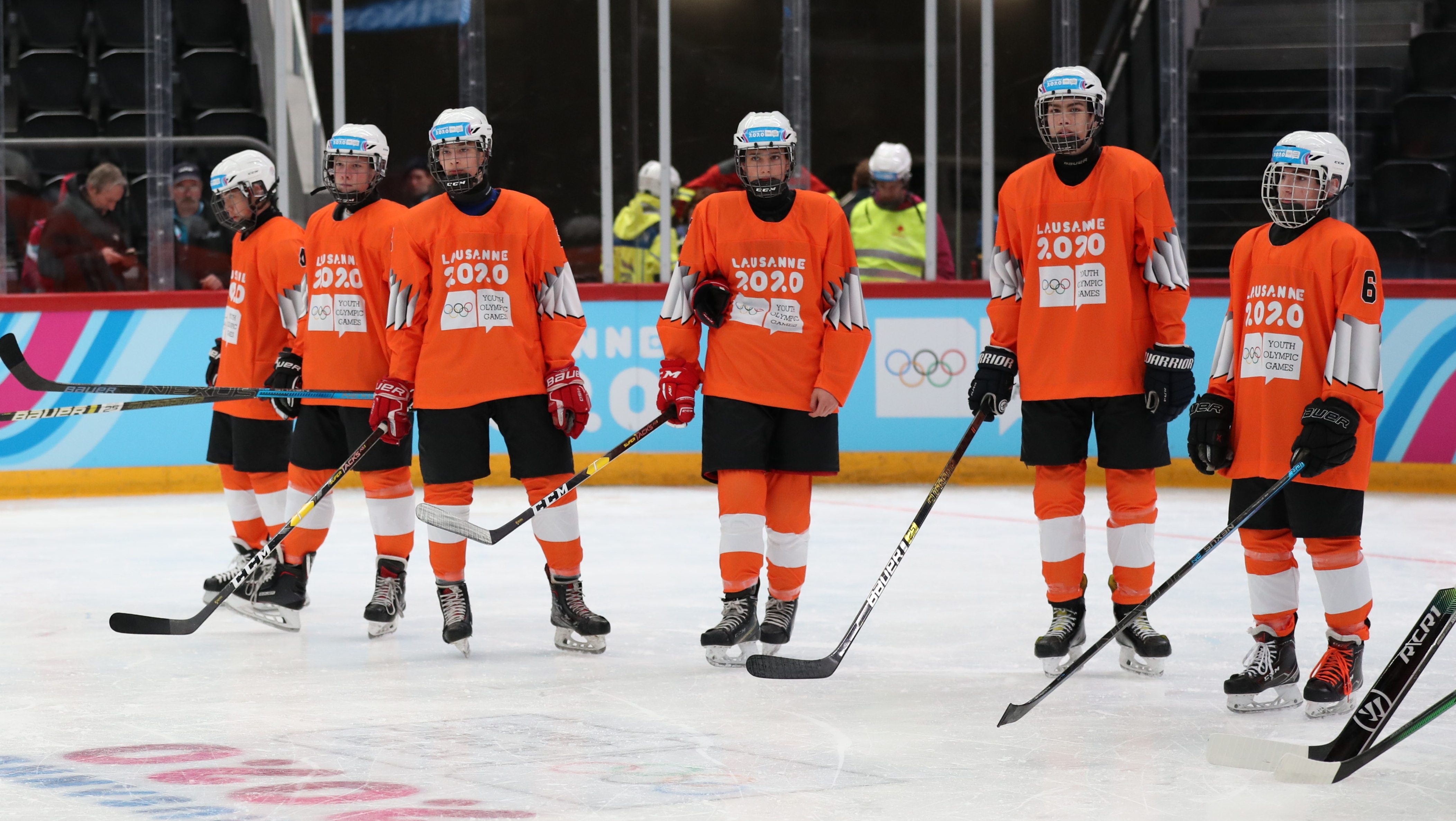
Drużyna Pomarańczowa
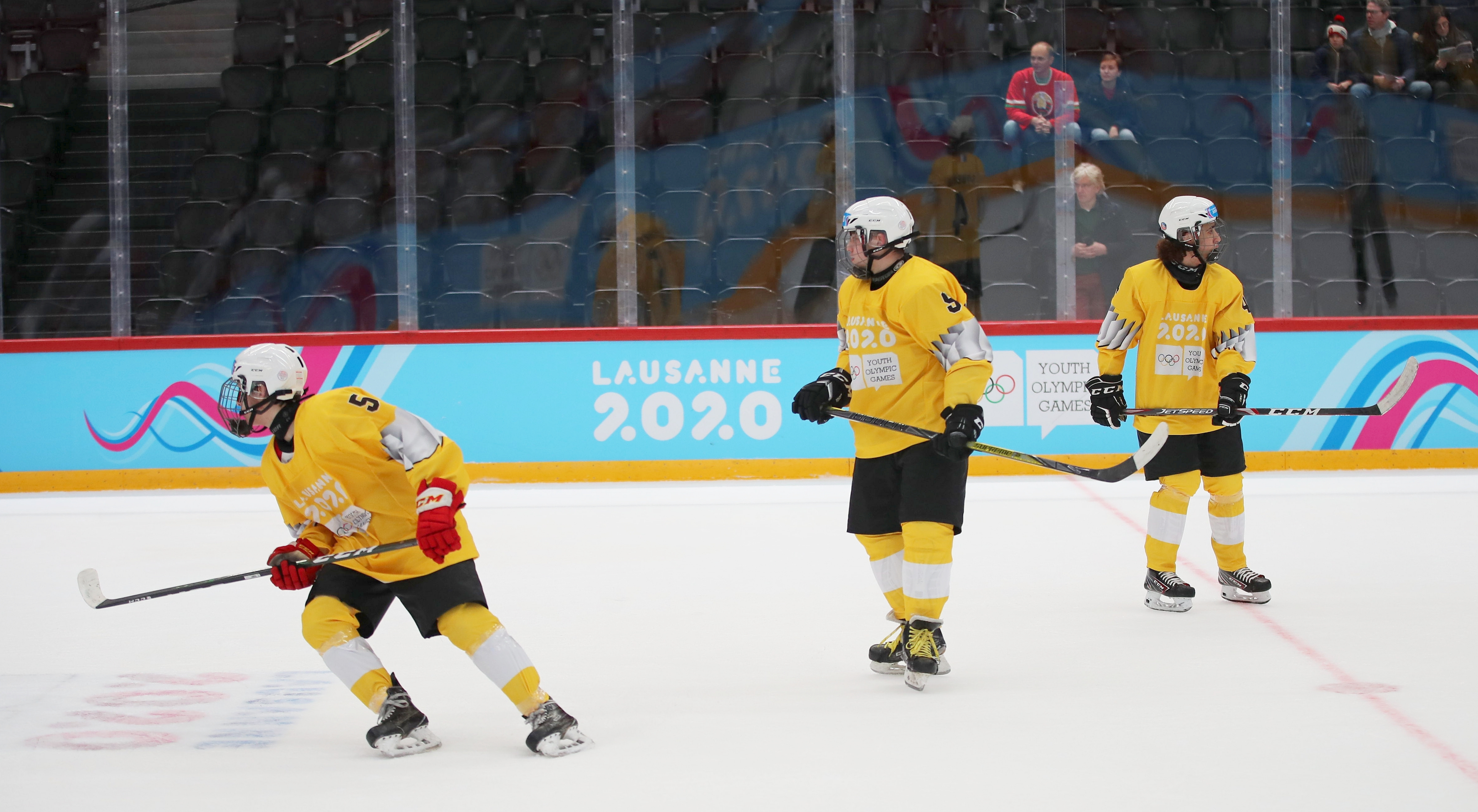
Drużyna Żółta

## Faza grupowa
Tabela
| Lp. | Zespół               | M | Pkt | Z | Zd | Pd | P | G+ | G- | +/− |
| --- | -------------------- | - | --- | - | -- | -- | - | -- | -- | --- |
| 1   | Drużyna Zielona      | 7 | 17  | 5 | 1  | 0  | 1 | 64 | 43 | +21 |
| 2   | Drużyna Brązowa      | 7 | 15  | 5 | 0  | 0  | 2 | 76 | 54 | +22 |
| 3   | Drużyna Czerwona     | 7 | 13  | 4 | 0  | 1  | 2 | 79 | 68 | +11 |
| 4   | Drużyna Czarna       | 7 | 12  | 4 | 0  | 0  | 3 | 83 | 66 | +17 |
| 5   | Drużyna Szara        | 7 | 12  | 4 | 0  | 0  | 3 | 58 | 73 | -15 |
| 6   | Drużyna Pomarańczowa | 7 | 9   | 3 | 0  | 0  | 4 | 56 | 51 | +5  |
| 7   | Drużyna Żółta        | 7 | 6   | 2 | 0  | 0  | 5 | 61 | 75 | -14 |
| 8   | Drużyna Niebieska    | 7 | 0   | 0 | 0  | 0  | 7 | 44 | 91 | -47 |

    = awans do półfinałów
Wyniki
| 10 stycznia 2020 | Drużyna Żółta | 5:10 | Drużyna Zielona | Vaudoise Aréna, Lozanna |

| Szczegóły      | Szczegóły  | Szczegóły       | Szczegóły  | Szczegóły                                 |
| -------------- | ---------- | --------------- | ---------- | ----------------------------------------- |
| Godzina: 16:00 |            | (0:2, 2:1, 3:7) |            | Sędzia główny: Filip Eriksson Igor Prusow |
| Godzina: 16:00 | 7 min. kar |                 | 9 min. kar | Sędzia główny: Filip Eriksson Igor Prusow |

| 10 stycznia 2020 | Drużyna Brązowa | 13:11 | Drużyna Czarna | Vaudoise Aréna, Lozanna |

| Szczegóły      | Szczegóły  | Szczegóły       | Szczegóły  | Szczegóły                              |
| -------------- | ---------- | --------------- | ---------- | -------------------------------------- |
| Godzina: 16:00 |            | (6:5, 3:2, 4:4) |            | Sędzia główny: Eric Cattaneo Jan Jaroš |
| Godzina: 16:00 | 6 min. kar |                 | 7 min. kar | Sędzia główny: Eric Cattaneo Jan Jaroš |

| 10 stycznia 2020 | Drużyna Czerwona | 6:8 | Drużyna Pomarańczowa | Vaudoise Aréna, Lozanna |

| Szczegóły      | Szczegóły  | Szczegóły       | Szczegóły  | Szczegóły                                  |
| -------------- | ---------- | --------------- | ---------- | ------------------------------------------ |
| Godzina: 17:30 |            | (3:1, 1:1, 2:6) |            | Sędzia główny: Shane Gustafson Igor Prusow |
| Godzina: 17:30 | 5 min. kar |                 | 6 min. kar | Sędzia główny: Shane Gustafson Igor Prusow |

| 10 stycznia 2020 | Drużyna Szara | 9:8 | Drużyna Niebieska | Vaudoise Aréna, Lozanna |

| Szczegóły      | Szczegóły  | Szczegóły       | Szczegóły   | Szczegóły                                   |
| -------------- | ---------- | --------------- | ----------- | ------------------------------------------- |
| Godzina: 17:30 |            | (2:1, 5:3, 2:4) |             | Sędzia główny: Eric Cattaneo Filip Eriksson |
| Godzina: 17:30 | 3 min. kar |                 | 11 min. kar | Sędzia główny: Eric Cattaneo Filip Eriksson |

| 11 stycznia 2020 | Drużyna Żółta | 8:11 | Drużyna Szara | Vaudoise Aréna, Lozanna |

| Szczegóły      | Szczegóły  | Szczegóły       | Szczegóły  | Szczegóły                                |
| -------------- | ---------- | --------------- | ---------- | ---------------------------------------- |
| Godzina: 09:00 |            | (1:6, 5:2, 2:3) |            | Sędzia główny: Eric Cattaneo Igor Prusow |
| Godzina: 09:00 | 7 min. kar |                 | 7 min. kar | Sędzia główny: Eric Cattaneo Igor Prusow |

| 11 stycznia 2020 | Drużyna Czarna | 9:12 | Drużyna Czerwona | Vaudoise Aréna, Lozanna |

| Szczegóły      | Szczegóły  | Szczegóły       | Szczegóły  | Szczegóły                                |
| -------------- | ---------- | --------------- | ---------- | ---------------------------------------- |
| Godzina: 09:00 |            | (3:4, 4:3, 2:5) |            | Sędzia główny: Shane Gustafson Jan Jaroš |
| Godzina: 09:00 | 7 min. kar |                 | 5 min. kar | Sędzia główny: Shane Gustafson Jan Jaroš |

| 11 stycznia 2020 | Drużyna Zielona | 8:6 | Drużyna Brązowa | Vaudoise Aréna, Lozanna |

| Szczegóły      | Szczegóły  | Szczegóły       | Szczegóły  | Szczegóły                                 |
| -------------- | ---------- | --------------- | ---------- | ----------------------------------------- |
| Godzina: 10:30 |            | (2:1, 2:3, 4:2) |            | Sędzia główny: Filip Eriksson Igor Prusow |
| Godzina: 10:30 | 8 min. kar |                 | 4 min. kar | Sędzia główny: Filip Eriksson Igor Prusow |

| 11 stycznia 2020 | Drużyna Niebieska | 1:12 | Drużyna Pomarańczowa | Vaudoise Aréna, Lozanna |

| Szczegóły      | Szczegóły  | Szczegóły       | Szczegóły  | Szczegóły                                |
| -------------- | ---------- | --------------- | ---------- | ---------------------------------------- |
| Godzina: 10:30 |            | (1:5, 0:2, 0:5) |            | Sędzia główny: Shane Gustafson Jan Jaroš |
| Godzina: 10:30 | 5 min. kar |                 | 3 min. kar | Sędzia główny: Shane Gustafson Jan Jaroš |

| 11 stycznia 2020 | Drużyna Niebieska | 8:14 | Drużyna Czarna | Vaudoise Aréna, Lozanna |

| Szczegóły      | Szczegóły  | Szczegóły       | Szczegóły  | Szczegóły                                 |
| -------------- | ---------- | --------------- | ---------- | ----------------------------------------- |
| Godzina: 16:00 |            | (4:7, 2:5, 2:2) |            | Sędzia główny: Filip Eriksson Igor Prusow |
| Godzina: 16:00 | 8 min. kar |                 | 8 min. kar | Sędzia główny: Filip Eriksson Igor Prusow |

| 11 stycznia 2020 | Drużyna Żółta | 9:4 | Drużyna Pomarańczowa | Vaudoise Aréna, Lozanna |

| Szczegóły      | Szczegóły  | Szczegóły       | Szczegóły  | Szczegóły                              |
| -------------- | ---------- | --------------- | ---------- | -------------------------------------- |
| Godzina: 16:00 |            | (2:1, 5:1, 2:2) |            | Sędzia główny: Eric Cattaneo Jan Jaroš |
| Godzina: 16:00 | 3 min. kar |                 | 6 min. kar | Sędzia główny: Eric Cattaneo Jan Jaroš |

| 11 stycznia 2020 | Drużyna Czerwona | 8:9 pk. | Drużyna Zielona | Vaudoise Aréna, Lozanna |

| Szczegóły      | Szczegóły  | Szczegóły            | Szczegóły  | Szczegóły                                    |
| -------------- | ---------- | -------------------- | ---------- | -------------------------------------------- |
| Godzina: 17:30 |            | (4:2, 2:3, 2:3, 0:1) |            | Sędzia główny: Eric Cattaneo Shane Gustafson |
| Godzina: 17:30 | 7 min. kar |                      | 4 min. kar | Sędzia główny: Eric Cattaneo Shane Gustafson |

| 11 stycznia 2020 | Drużyna Brązowa | 16:6 | Drużyna Szara | Vaudoise Aréna, Lozanna |

| Szczegóły      | Szczegóły  | Szczegóły       | Szczegóły  | Szczegóły                               |
| -------------- | ---------- | --------------- | ---------- | --------------------------------------- |
| Godzina: 17:30 |            | (4:3, 4:2, 8:1) |            | Sędzia główny: Filip Eriksson Jan Jaroš |
| Godzina: 17:30 | 4 min. kar |                 | 3 min. kar | Sędzia główny: Filip Eriksson Jan Jaroš |

| 12 stycznia 2020 | Drużyna Pomarańczowa | 10:14 | Drużyna Brązowa | Vaudoise Aréna, Lozanna |

| Szczegóły      | Szczegóły  | Szczegóły       | Szczegóły  | Szczegóły                                     |
| -------------- | ---------- | --------------- | ---------- | --------------------------------------------- |
| Godzina: 09:00 |            | (0:6, 4:5, 6:3) |            | Sędzia główny: Filip Eriksson Shane Gustafson |
| Godzina: 09:00 | 4 min. kar |                 | 5 min. kar | Sędzia główny: Filip Eriksson Shane Gustafson |

| 12 stycznia 2020 | Drużyna Zielona | 11:6 | Drużyna Niebieska | Vaudoise Aréna, Lozanna |

| Szczegóły      | Szczegóły  | Szczegóły       | Szczegóły   | Szczegóły                                |
| -------------- | ---------- | --------------- | ----------- | ---------------------------------------- |
| Godzina: 09:00 |            | (2:1, 2:3, 7:2) |             | Sędzia główny: Eric Cattaneo Igor Prusow |
| Godzina: 09:00 | 7 min. kar |                 | 11 min. kar | Sędzia główny: Eric Cattaneo Igor Prusow |

| 12 stycznia 2020 | Drużyna Czarna | 19:7 | Drużyna Żółta | Vaudoise Aréna, Lozanna |

| Szczegóły      | Szczegóły  | Szczegóły       | Szczegóły  | Szczegóły                                     |
| -------------- | ---------- | --------------- | ---------- | --------------------------------------------- |
| Godzina: 10:30 |            | (7:2, 6:2, 6:3) |            | Sędzia główny: Filip Eriksson Shane Gustafson |
| Godzina: 10:30 | 5 min. kar |                 | 4 min. kar | Sędzia główny: Filip Eriksson Shane Gustafson |

| 12 stycznia 2020 | Drużyna Czerwona | 9:13 | Drużyna Szara | Vaudoise Aréna, Lozanna |

| Szczegóły      | Szczegóły  | Szczegóły       | Szczegóły  | Szczegóły                                |
| -------------- | ---------- | --------------- | ---------- | ---------------------------------------- |
| Godzina: 10:30 |            | (2:4, 5:3, 2:6) |            | Sędzia główny: Eric Cattaneo Igor Prusow |
| Godzina: 10:30 | 9 min. kar |                 | 4 min. kar | Sędzia główny: Eric Cattaneo Igor Prusow |

| 12 stycznia 2020 | Drużyna Czerwona | 11:5 | Drużyna Brązowa | Vaudoise Aréna, Lozanna |

| Szczegóły      | Szczegóły  | Szczegóły       | Szczegóły   | Szczegóły                                     |
| -------------- | ---------- | --------------- | ----------- | --------------------------------------------- |
| Godzina: 16:00 |            | (3:2, 4:1, 4:2) |             | Sędzia główny: Filip Eriksson Shane Gustafson |
| Godzina: 16:00 | 3 min. kar |                 | 10 min. kar | Sędzia główny: Filip Eriksson Shane Gustafson |

| 12 stycznia 2020 | Drużyna Szara | 6:14 | Drużyna Zielona | Vaudoise Aréna, Lozanna |

| Szczegóły      | Szczegóły  | Szczegóły       | Szczegóły  | Szczegóły                              |
| -------------- | ---------- | --------------- | ---------- | -------------------------------------- |
| Godzina: 16:00 |            | (2:3, 1:4, 3:7) |            | Sędzia główny: Eric Cattaneo Jan Jaroš |
| Godzina: 16:00 | 4 min. kar |                 | 6 min. kar | Sędzia główny: Eric Cattaneo Jan Jaroš |

| 12 stycznia 2020 | Drużyna Czarna | 8:14 | Drużyna Pomarańczowa | Vaudoise Aréna, Lozanna |

| Szczegóły      | Szczegóły  | Szczegóły       | Szczegóły  | Szczegóły                                   |
| -------------- | ---------- | --------------- | ---------- | ------------------------------------------- |
| Godzina: 17:30 |            | (4:3, 3:4, 1:7) |            | Sędzia główny: Eric Cattaneo Filip Eriksson |
| Godzina: 17:30 | 9 min. kar |                 | 3 min. kar | Sędzia główny: Eric Cattaneo Filip Eriksson |

| 12 stycznia 2020 | Drużyna Niebieska | 8:13 | Drużyna Żółta | Vaudoise Aréna, Lozanna |

| Szczegóły      | Szczegóły   | Szczegóły       | Szczegóły  | Szczegóły                            |
| -------------- | ----------- | --------------- | ---------- | ------------------------------------ |
| Godzina: 17:30 |             | (2:3, 2:4, 4:6) |            | Sędzia główny: Jan Jaroš Igor Prusow |
| Godzina: 17:30 | 12 min. kar |                 | 9 min. kar | Sędzia główny: Jan Jaroš Igor Prusow |

| 13 stycznia 2020 | Drużyna Szara | 8:16 | Drużyna Czarna | Vaudoise Aréna, Lozanna |

| Szczegóły      | Szczegóły   | Szczegóły        | Szczegóły   | Szczegóły                              |
| -------------- | ----------- | ---------------- | ----------- | -------------------------------------- |
| Godzina: 09:00 |             | (4:2, 1:10, 3:4) |             | Sędzia główny: Eric Cattaneo Jan Jaroš |
| Godzina: 09:00 | 11 min. kar |                  | 12 min. kar | Sędzia główny: Eric Cattaneo Jan Jaroš |

| 13 stycznia 2020 | Drużyna Żółta | 13:15 | Drużyna Czerwona | Vaudoise Aréna, Lozanna |

| Szczegóły      | Szczegóły  | Szczegóły       | Szczegóły   | Szczegóły                                  |
| -------------- | ---------- | --------------- | ----------- | ------------------------------------------ |
| Godzina: 09:00 |            | (3:5, 6:4, 4:6) |             | Sędzia główny: Shane Gustafson Igor Prusow |
| Godzina: 09:00 | 8 min. kar |                 | 12 min. kar | Sędzia główny: Shane Gustafson Igor Prusow |

| 13 stycznia 2020 | Drużyna Brązowa | 14:2 | Drużyna Niebieska | Vaudoise Aréna, Lozanna |

| Szczegóły      | Szczegóły   | Szczegóły       | Szczegóły   | Szczegóły                              |
| -------------- | ----------- | --------------- | ----------- | -------------------------------------- |
| Godzina: 10:30 |             | (5:0, 3:1, 6:1) |             | Sędzia główny: Eric Cattaneo Jan Jaroš |
| Godzina: 10:30 | 10 min. kar |                 | 10 min. kar | Sędzia główny: Eric Cattaneo Jan Jaroš |

| 13 stycznia 2020 | Drużyna Pomarańczowa | 6:8 | Drużyna Zielona | Vaudoise Aréna, Lozanna |

| Szczegóły      | Szczegóły  | Szczegóły       | Szczegóły  | Szczegóły                                     |
| -------------- | ---------- | --------------- | ---------- | --------------------------------------------- |
| Godzina: 10:30 |            | (1:1, 1:1, 4:6) |            | Sędzia główny: Filip Eriksson Shane Gustafson |
| Godzina: 10:30 | 3 min. kar |                 | 5 min. kar | Sędzia główny: Filip Eriksson Shane Gustafson |

| 13 stycznia 2020 | Drużyna Niebieska | 11:18 | Drużyna Czerwona | Vaudoise Aréna, Lozanna |

| Szczegóły      | Szczegóły  | Szczegóły        | Szczegóły   | Szczegóły                              |
| -------------- | ---------- | ---------------- | ----------- | -------------------------------------- |
| Godzina: 16:00 |            | (2:11, 3:3, 6:4) |             | Sędzia główny: Eric Cattaneo Jan Jaroš |
| Godzina: 16:00 | 9 min. kar |                  | 13 min. kar | Sędzia główny: Eric Cattaneo Jan Jaroš |

| 13 stycznia 2020 | Drużyna Pomarańczowa | 2:5 | Drużyna Szara | Vaudoise Aréna, Lozanna |

| Szczegóły      | Szczegóły  | Szczegóły       | Szczegóły  | Szczegóły                                  |
| -------------- | ---------- | --------------- | ---------- | ------------------------------------------ |
| Godzina: 16:00 |            | (2:3, 0:0, 0:2) |            | Sędzia główny: Shane Gustafson Igor Prusow |
| Godzina: 16:00 | 7 min. kar |                 | 6 min. kar | Sędzia główny: Shane Gustafson Igor Prusow |

| 13 stycznia 2020 | Drużyna Zielona | 4:6 | Drużyna Czarna | Vaudoise Aréna, Lozanna |

| Szczegóły      | Szczegóły   | Szczegóły       | Szczegóły  | Szczegóły                               |
| -------------- | ----------- | --------------- | ---------- | --------------------------------------- |
| Godzina: 17:30 |             | (2:2, 1:2, 1:2) |            | Sędzia główny: Filip Eriksson Jan Jaroš |
| Godzina: 17:30 | 11 min. kar |                 | 4 min. kar | Sędzia główny: Filip Eriksson Jan Jaroš |

| 13 stycznia 2020 | Drużyna Brązowa | 8:6 | Drużyna Żółta | Vaudoise Aréna, Lozanna |

| Szczegóły      | Szczegóły  | Szczegóły       | Szczegóły  | Szczegóły                                  |
| -------------- | ---------- | --------------- | ---------- | ------------------------------------------ |
| Godzina: 17:30 |            | (2:1, 2:0, 4:5) |            | Sędzia główny: Shane Gustafson Igor Prusow |
| Godzina: 17:30 | 9 min. kar |                 | 6 min. kar | Sędzia główny: Shane Gustafson Igor Prusow |

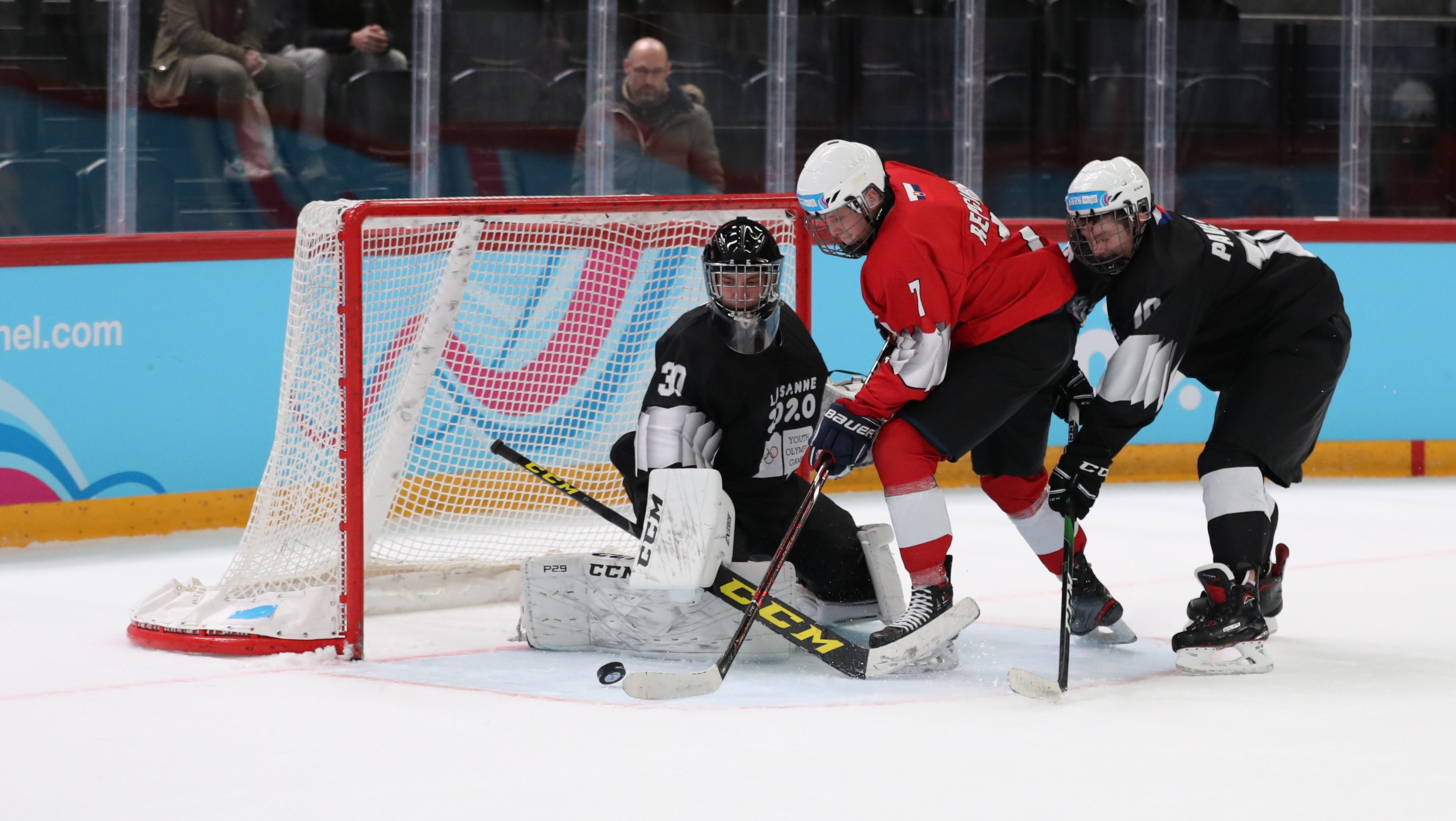
Drużyna Czarna, Drużyna Czerwona
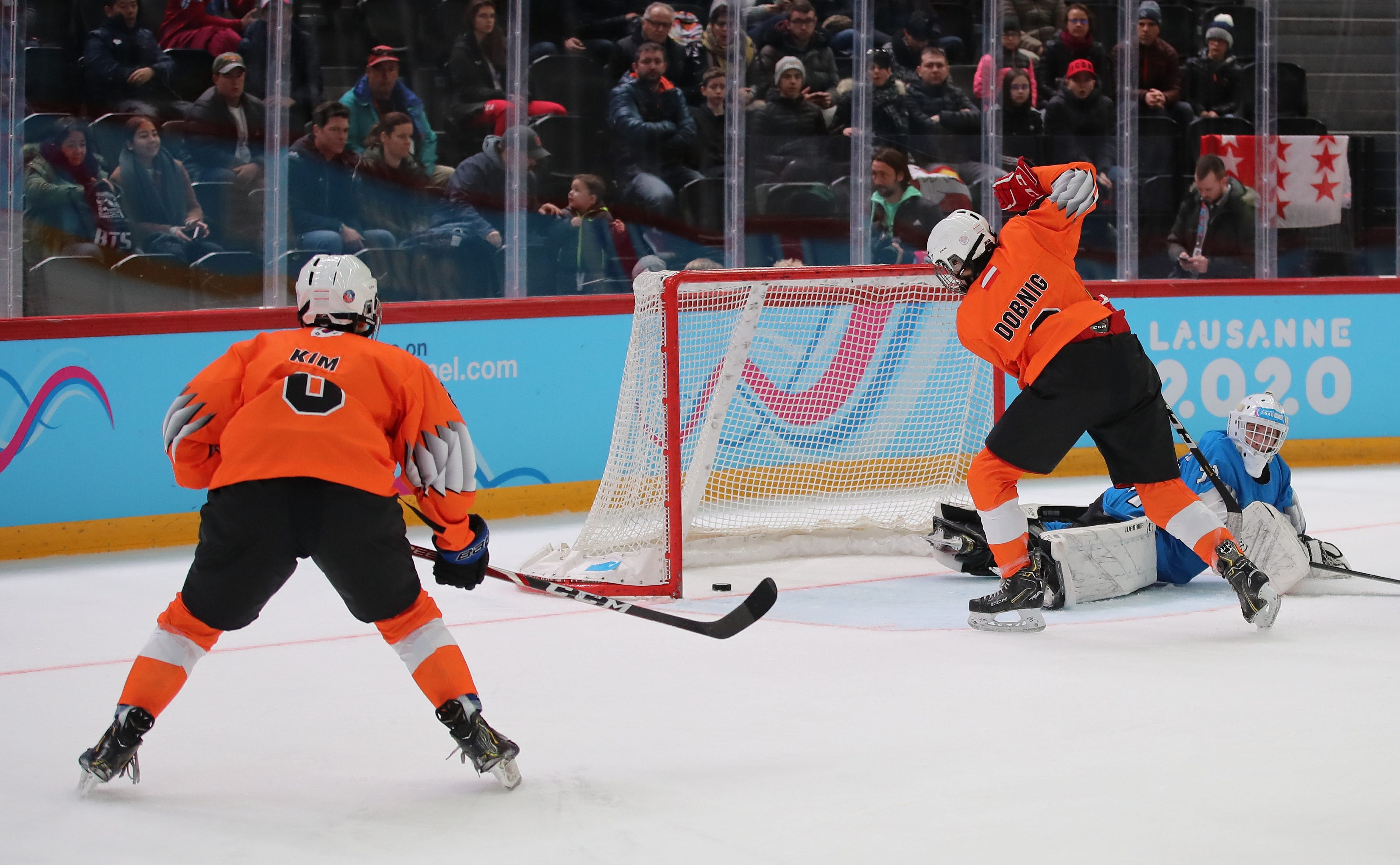
Drużyna Niebieska, Drużyna Pomarańczowa
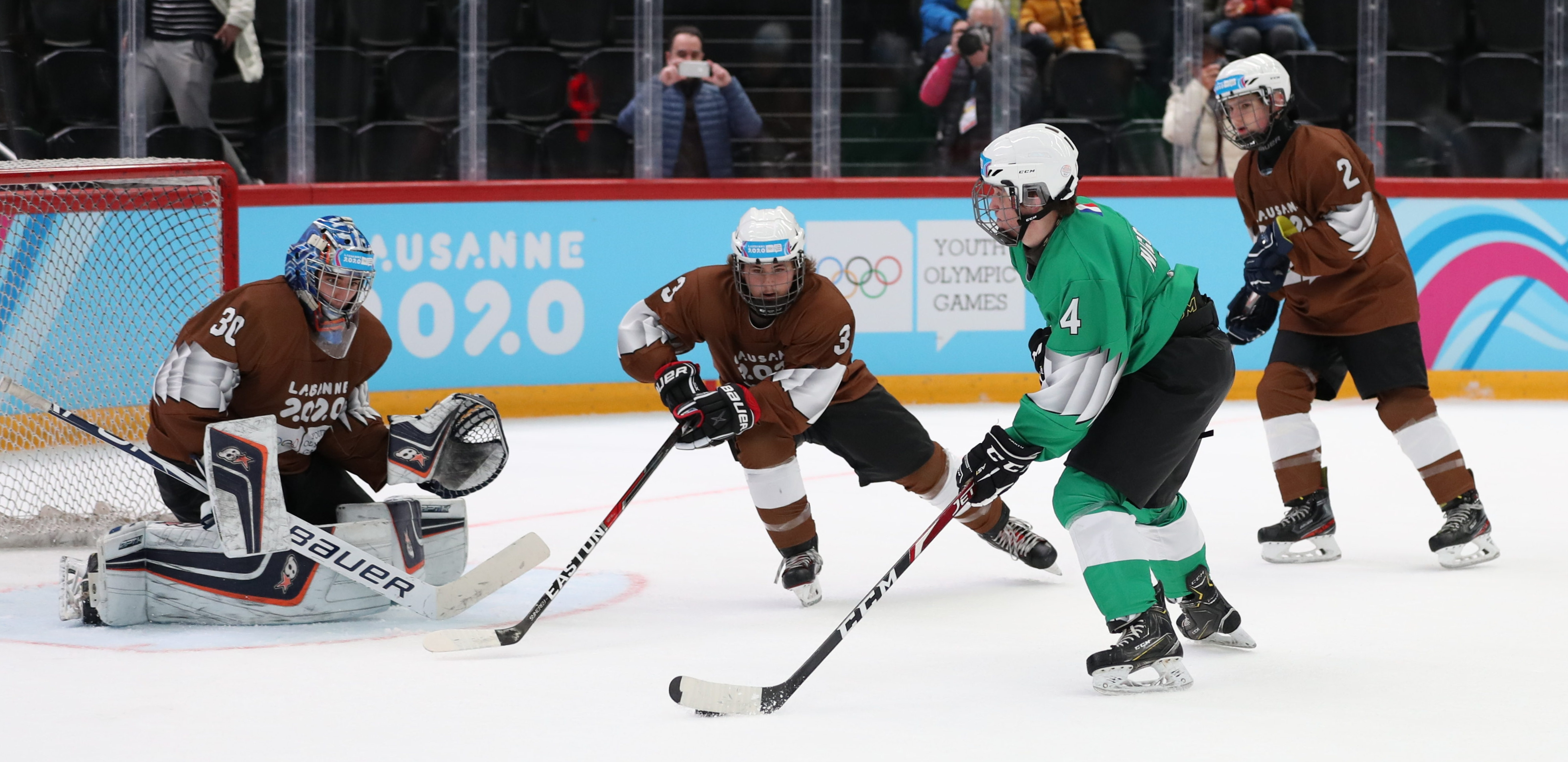
Drużyna Zielona, Drużyna Brązowa
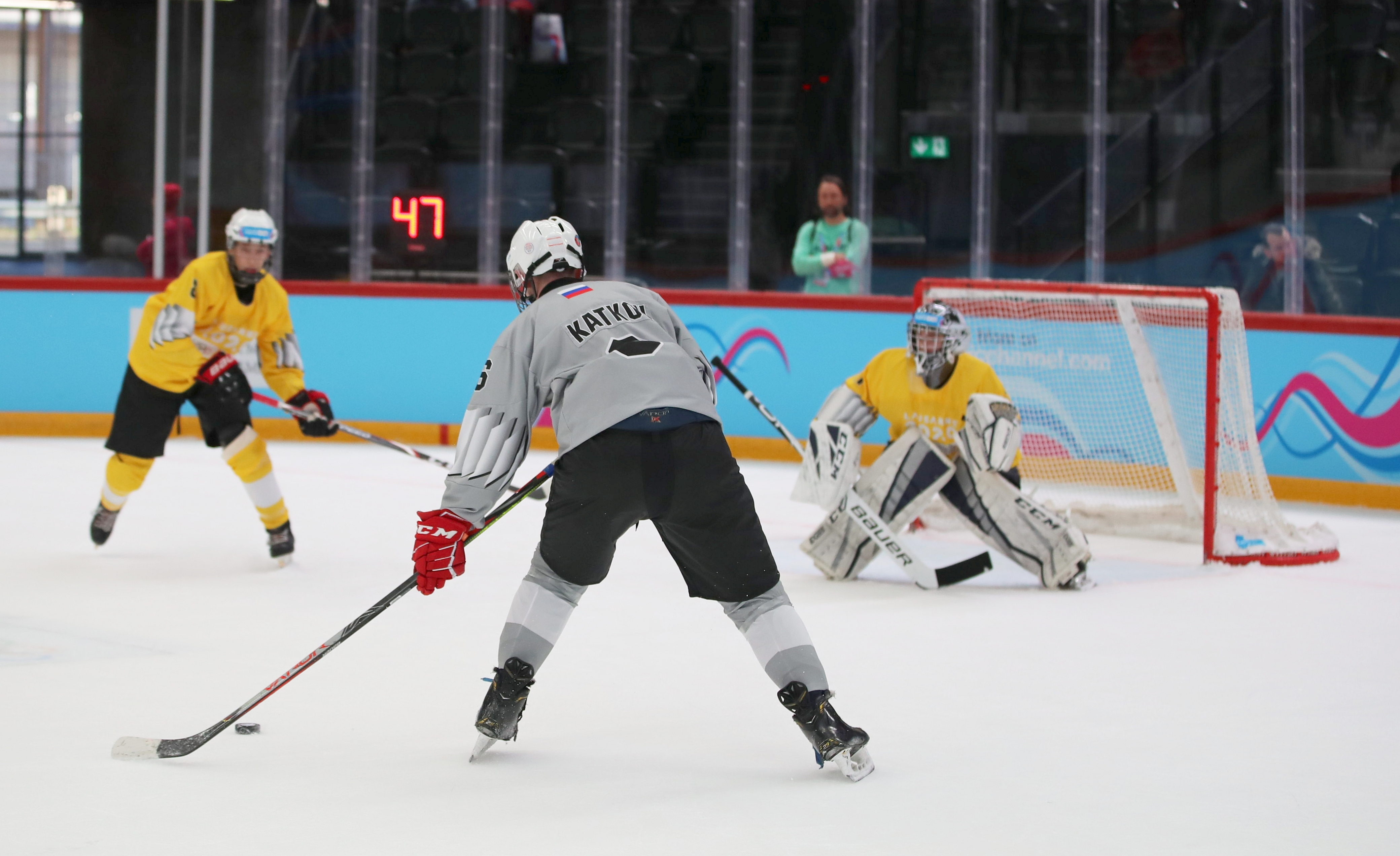
Drużyna Żółta, Drużyna Szara

## Faza pucharowa
Półfinały
| 14 stycznia 2020 | Drużyna Zielona | 7:3 | Drużyna Czarna | Vaudoise Aréna, Lozanna |

| Szczegóły      | Szczegóły   | Szczegóły       | Szczegóły   | Szczegóły                              |
| -------------- | ----------- | --------------- | ----------- | -------------------------------------- |
| Godzina: 12:00 |             | (0:2, 2:0, 5:1) |             | Sędzia główny: Eric Cattaneo Jan Jaroš |
| Godzina: 12:00 | 11 min. kar |                 | 13 min. kar | Sędzia główny: Eric Cattaneo Jan Jaroš |

| 14 stycznia 2020 | Drużyna Brązowa | 7:9 | Drużyna Czerwona | Vaudoise Aréna, Lozanna |

| Szczegóły      | Szczegóły  | Szczegóły       | Szczegóły   | Szczegóły                                  |
| -------------- | ---------- | --------------- | ----------- | ------------------------------------------ |
| Godzina: 13:30 |            | (4:4, 2:3, 1:2) |             | Sędzia główny: Shane Gustafson Igor Prusow |
| Godzina: 13:30 | 9 min. kar |                 | 11 min. kar | Sędzia główny: Shane Gustafson Igor Prusow |

Mecz o trzecie miejsce
| 15 stycznia 2020 | Drużyna Brązowa | 6:5 | Drużyna Czarna | Vaudoise Aréna, Lozanna |

| Szczegóły      | Szczegóły   | Szczegóły       | Szczegóły  | Szczegóły                                    |
| -------------- | ----------- | --------------- | ---------- | -------------------------------------------- |
| Godzina: 12:00 |             | (1:2, 3:1, 2:2) |            | Sędzia główny: Eric Cattaneo Shane Gustafson |
| Godzina: 12:00 | 13 min. kar |                 | 4 min. kar | Sędzia główny: Eric Cattaneo Shane Gustafson |

Finał
| 15 stycznia 2020 | Drużyna Zielona | 10:4 | Drużyna Czerwona | Vaudoise Aréna, Lozanna |

| Szczegóły      | Szczegóły  | Szczegóły       | Szczegóły  | Szczegóły                               |
| -------------- | ---------- | --------------- | ---------- | --------------------------------------- |
| Godzina: 13:30 |            | (3:2, 4:1, 3:1) |            | Sędzia główny: Filip Eriksson Jan Jaroš |
| Godzina: 13:30 | 7 min. kar |                 | 7 min. kar | Sędzia główny: Filip Eriksson Jan Jaroš |

Ostateczna kolejność
| Lp.   | Drużyna              |
| ----- | -------------------- |
| złoto | Drużyna Zielona      |
|       | Drużyna Czerwona     |
|       | Drużyna Brązowa      |
| 4     | Drużyna Czarna       |
| 5     | Drużyna Szara        |
| 6     | Drużyna Pomarańczowa |
| 7     | Drużyna Żółta        |
| 8     | Drużyna Niebieska    |